# Іркутськ
Ірку́тськ (рос. Иркутск, бур. Эрхүү) — обласний центр Іркутської області в азійській частині Росії. Розташований у Східному Сибіру, на берегах Ангари при впадінні в неї Іркута (звідси назва міста), за 66 км на захід від Байкалу. Великий вузол на Транссибірській магістралі. Є міжнародний аеропорт. Населення — 606 369 жителів (2024), 23 місце серед міст Росії в 2020 році.

## Історія
- 1775 — 1796: центр Іркутського намісництва.

## Клімат
| Клімат Іркутськ (1981–2010)                | Клімат Іркутськ (1981–2010) | Клімат Іркутськ (1981–2010) | Клімат Іркутськ (1981–2010) | Клімат Іркутськ (1981–2010) | Клімат Іркутськ (1981–2010) | Клімат Іркутськ (1981–2010) | Клімат Іркутськ (1981–2010) | Клімат Іркутськ (1981–2010) | Клімат Іркутськ (1981–2010) | Клімат Іркутськ (1981–2010) | Клімат Іркутськ (1981–2010) | Клімат Іркутськ (1981–2010) | Клімат Іркутськ (1981–2010) |
| Показник                                   | Січ.                        | Лют.                        | Бер.                        | Квіт.                       | Трав.                       | Черв.                       | Лип.                        | Серп.                       | Вер.                        | Жовт.                       | Лист.                       | Груд.                       | Рік                         |
| Абсолютний максимум, °C                    | 2,3                         | 10,2                        | 20,0                        | 29,2                        | 34,5                        | 35,6                        | 37,2                        | 34,7                        | 29,7                        | 25,6                        | 14,4                        | 5,3                         | 37,2                        |
| Середній максимум, °C                      | −12,8                       | −7,8                        | 0,3                         | 9,4                         | 18,1                        | 22,7                        | 24,8                        | 22,2                        | 15,7                        | 7,7                         | −2,7                        | −10,6                       | 7,3                         |
| Середня температура, °C                    | −17,8                       | −14,4                       | −6,4                        | 2,5                         | 10,2                        | 15,4                        | 18,3                        | 15,8                        | 9,1                         | 1,8                         | −7,6                        | −15,3                       | 1,0                         |
| Середній мінімум, °C                       | −21,8                       | −19,6                       | −12,2                       | −2,8                        | 3,6                         | 9,3                         | 13,0                        | 10,9                        | 4,3                         | −2,5                        | −11,6                       | −19,2                       | −4,1                        |
| Абсолютний мінімум, °C                     | −49,7                       | −44,7                       | −37,3                       | −31,8                       | −14,3                       | −6                          | 0,4                         | −2,7                        | −11,9                       | −30,5                       | −40,4                       | −46,3                       | −49,7                       |
| Середня кількість сонячних годин на місяць | 93                          | 149                         | 207                         | 223                         | 266                         | 264                         | 243                         | 218                         | 182                         | 152                         | 93                          | 62                          | 2142                        |
| Норма опадів, мм                           | 13                          | 8                           | 12                          | 18                          | 37                          | 78                          | 114                         | 91                          | 52                          | 21                          | 20                          | 16                          | 480                         |
| Днів з дощем                               | 0                           | 0,04                        | 1                           | 9                           | 15                          | 18                          | 18                          | 17                          | 16                          | 9                           | 2                           | 0                           | 105                         |
| Днів зі снігом                             | 21                          | 16                          | 13                          | 11                          | 3                           | 0,2                         | 0                           | 0                           | 2                           | 10                          | 20                          | 23                          | 119                         |
| Вологість повітря, %                       | 82                          | 76                          | 65                          | 56                          | 55                          | 67                          | 74                          | 78                          | 76                          | 73                          | 79                          | 85                          | 72                          |
| ------------------------------------------ | --------------------------- | --------------------------- | --------------------------- | --------------------------- | --------------------------- | --------------------------- | --------------------------- | --------------------------- | --------------------------- | --------------------------- | --------------------------- | --------------------------- | --------------------------- |

## Транспорт

### Автомобільний
Через лівий берег Ангари містом прокладена чотирисмугова федеральна автодорога «Байкал» Р255, Р258, AH6 Новосибірськ — Чита. З правого берега прокладені обласні траси Р418 на селище Усть-Ординський, по Олександрівському тракту — на Усть-Уду, по Байкальському тракту — на Листвянку. На захід у напрямку Шелехова споруджено обхід Іркутська.

### Мости
Транспортні переходи через Ангару проходять по греблі ГЕС і трьом мостам — Глазковському в центрі, побудованому за проектом архітектора І. Француза, а також Іннокентьєвському і Академічному. . Залізничний міст споруджено через річку Іркут.

### Громадський транспорт
Громадський транспорт представлено автобусами, трамваями, тролейбусами, маршрутними таксі та таксі.

### Залізничний
Місто обслуговують дві залізничні станції: Іркутськ-Пасажирський та Іркутськ-Сортувальний

### Авіаційний
Місто обслуговує аеропорт Іркутськ. У Ленінському окрузі на території авіазаводу діє випробувальний аеродром Іркутськ-2.

## Наука і освіта
У місті працює Іркутський науково-дослідний інститут благородних і рідкісних металів та алмазів.

### Вищі навчальні заклади Іркутська
- Іркутський державний університет
- Іркутський державний технічний університет
- Іркутський державний аграрний університет імені О. О. Єжевського
- Іркутський державний медичний університет
- Іркутський державний університет шляхів сполучення
- Байкальський державний університет

## Музеї
- Іркутський обласний художній музей імені В. П. Сукачова
- Іркутський обласний краєзнавчий музей
- Музей історії міста Іркутська
- Іркутський музей декабристів

## Пам'ятники
У місті встановлено пам'ятник Олександру III .

## Відомі люди
- Віктор Якович Кузеванов — російський біолог і еколог, громадський діяч.
- Шеліхов Григорій Іванович — російський дослідник, мореплавець, купець.
- Вампілов Олександр Валентинович — російський драматург.
- Распутін Валентин Григорійович — російський письменник.

### Уродженці
- 1796 — Микола Олексійович Полєвой, письменник, критик, журналіст, історик
- 1823 — Всеволод Іванович Вагін, історик, громадський діяч
- 1841 — Серафим Серафимович Шашков, історик, публіцист
- 1842 — Іван Іванович Моллесон, санітарний лікар, один з організаторів земської медицини
- 1844 — Олексій Павлович Федченко, натураліст, дослідник Середньої Азії
- 1849 — Олександр Михайлович Сибіряков, золотопромисловець, меценат, дослідник Сибіру
- 1854 — Інокентій Іванович Канонніков, хімік
- 1858 — Микола Олександрович Холодковський, зоолог, поет-перекладач, член-кореспондент Петербурзької АН
- 1862 — Павло Олександрович Аргунов, історик, один із засновників «Товариства перекладачів і видавців»
- 1866 — Микола Олександрович Второв, один із представників російської фінансової олігархії
- 1870 — Альфред Владиславович Мольков, гігієніст, основоположник гігієни дітей і підлітків у СРСР
- 1874 — Яків Модестович Гаккель, учений і конструктор в галузі літакобудування та тепловозобудування
- 1878 — Сідлецький Людвіг український політик, письменник, прозаїк. Ветеран Армії УНР. Один з провідних діячів Союзу гетьманців-державників.
- 1881 — Микола Миколайович Ворожцов, хімік-органік, один з організаторів анілінофарбувальної промисловості
- 1888 — Марк Костянтинович Азадовський, фольклорист, літературзнавець, етнограф
- 1888 — Борис Леонідович Лічков, геолог, доктор геолого-мінералогічних наук, видатний український та радянський вчений.
- 1898 — Леонід Сергійович Соболєв, письменник
- 1900 — Микола Павлович Охлопков, режисер, актор
- 1901 — Михайло Ілліч Ромм, кінорежисер
- 1902 — Олександр Мінейович Розенберг, вчений у галузі теорії різання металів
- 1906 — Микола Васильович Челноков, льотчик, генерал-майор авіації, двічі Герой Радянського Союзу
- 1908 — Павло Пилипович Нилін, письменник
- 1909:
  - Михайло Леонтійович Міль, конструктор гелікоптерів
  - Уан-Зо-Лі Володимир Валентинович, радянський артист цирку, кіноактор.
- 1919 — Шеметов Микола Станіславович, театральний художник.
- 1920 — Іван Іванович Петров (Краузе), співак (бас), народний артист СРСР
- 1926 — Курочкін Олександр Дмитрович, український кінорежисер.
- 1934 — Борис Валентинович Волинов, космонавт, двічі Герой Радянського Союзу
- 1934 — Борис Лапін — російський радянський письменник-фантаст, дитячий письменник, літературний критик, журналіст та кіносценарист.
- 1938 — Рудольф Хаметович Нурієв, артист балету
- 1939 — Луценко Валентин Михайлович — радянський і український балетмейстер, заслужений працівник культури України.
- 1947 — Геннадій Михайлович Гайда, поет
- 1961 — Галина Вікторівна Бєляева, акторка
- 1974 — Іван Вирипаєв, режисер, актор, драматург